# 1506 Xosa
1506 Xosa este un asteroid din centura principală, descoperit pe 15 mai 1939, de Cyril Jackson.